# Can Castany (Mataró)
Can Castany és una obra barroca de Mataró (Maresme) protegida com a Bé Cultural d'Interès Local.

## Descripció
Casal de planta baixa, dos pisos i golfes. Presenta carreus de pedra a les obertures de portes i finestres. La verticalitat de les obertures i les diferents mides dels balcons, marquen el ritme de la façana.
S'observa el portal d'accés amb porta amb decoració de talla de fusta a la planta baixa, dues xafarderes en forma de guitarra situades a les finestres del primer pis i dos proteccions ornamentals de fusta per sobre dels balcons.

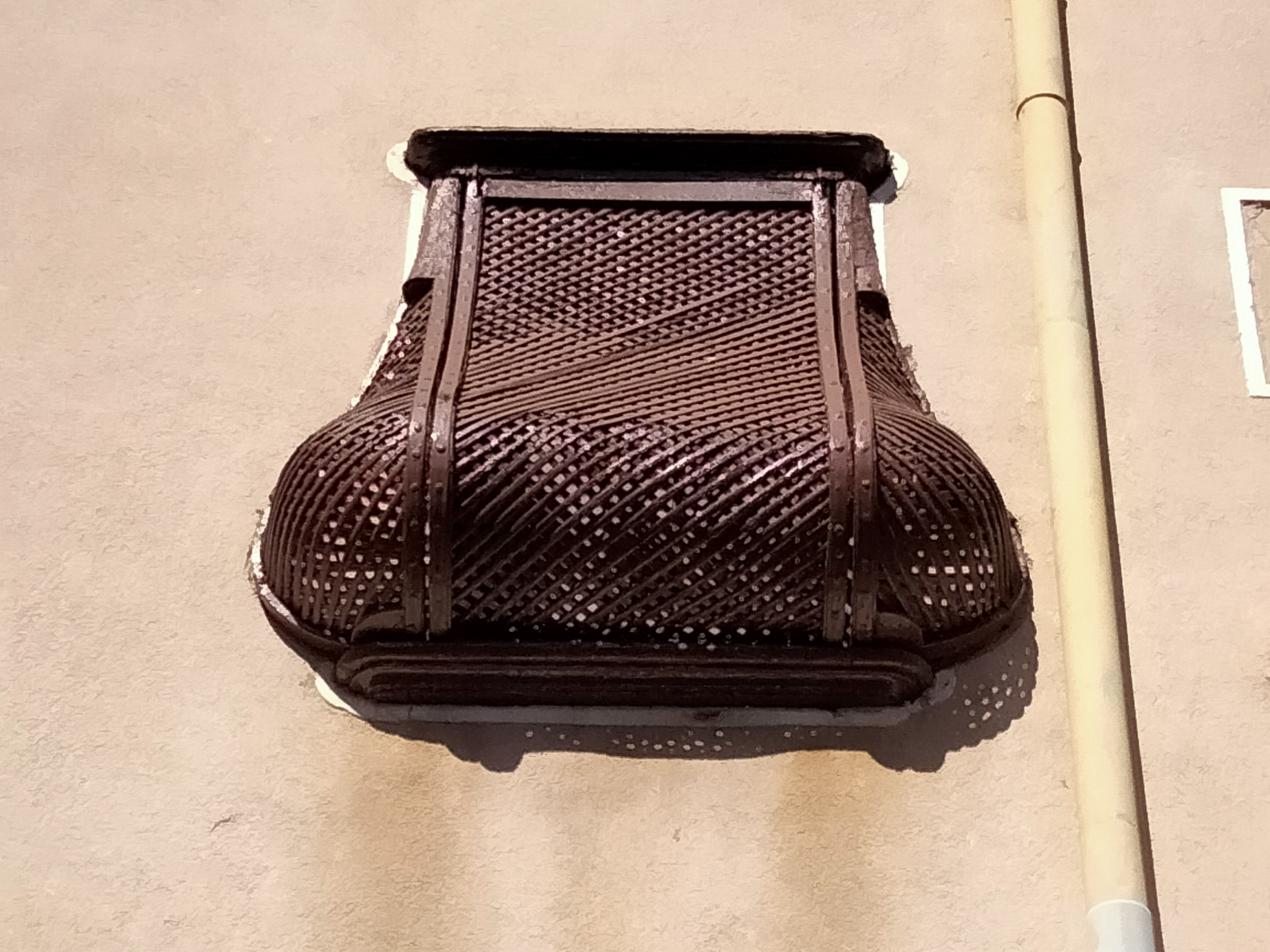
Xafardera en forma de guitarra

A l'interior la distribució és barroca. Presenta un pati central enjardinat amb habitacions al voltant. Les parets i sostres embigats de les sales principals estan decorats amb pintures murals al tremp. Destaca l'anomenada sala de cortines, decorada profusament amb motius florals.
Casal del segle xviii situat prop de la Peixateria i que és un dels més significatius del carrer.